# Pedrer (arma)
|  | No s'ha de confondre amb Pedrer. |

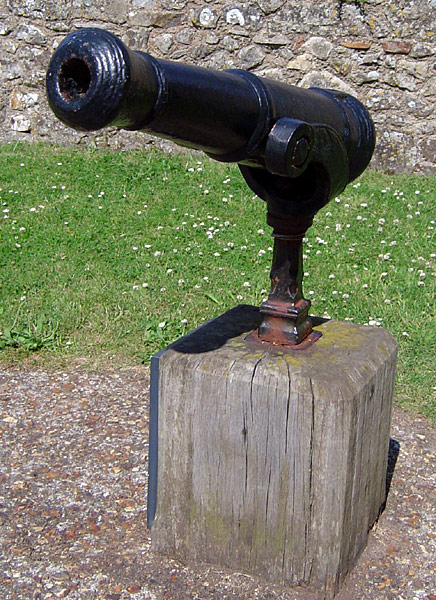
Un pedrer.

El pedrer era un petit canó d'un peu i mig de longitud (75 cm.) sobre polzada i mitjana de boca (3,7 cm.).
Tant en les places com en els vaixells, estava muntat sobre una forqueta de ferro, eix o virola, els extrems del qual o puntes remataven en uns anells on es recolzaven els munyons de la peça. Es carregava per la culata, posant primer la bala o pot de metralla i després la culata plena de pólvora; se li donava foc pel fogó com a qualsevol altra peça. Es fonia en ferro o en bronze, usant-ho la marina de primera classe i les fortaleses de terra de segona.